# 上海金融法院
上海金融法院，是中华人民共和国上海市的金融法院，也是中华人民共和国首家金融法院。

## 沿革
2008年11月，中华人民共和国首家基层人民法院金融审判庭在上海市浦东新区人民法院成立。此后，上海市高院、中院及部分基层法院陆续成立专业的金融审判庭，统一管辖金融商事案件。
2010年1月，在上海市政协十一届三次会议上，上海市政协委员张宁、吕红兵、谢荣兴首次提交设立上海金融法院的提案。随后，上海市政协副主席朱晓明和高小玫带着该提案赴上海市高院走访调研，上海市高院院长应勇对该提案评价很高，该提案由上海市高院承办，当年办理结果是“留作参考”。
2015年1月24日，上海市政协十二届三次会议开幕，吕红兵执笔，张宁等11位上海市政协委员联署提交关于在上海设立金融法院的提案，认为可借鉴上海知识产权法院与上海市第三中级人民法院共同设立的先例，考虑将上海金融法院先行设立于上海市第一中级人民法院，在条件成熟时再考虑设立独立建制的上海金融法院。上海市高院院长崔亚东也认为设立上海金融法院有必要，这一提案被列入上海市政协2015年重点协商办理的提案，办理结果是“列入计划拟解决”。
2017年，上海市政协副主席李逸平带队赴澳门、香港调研金融审，调研组在专题报告中认为，上海建立一个专门的金融法院“非常必要”。
2018年全国“两会”期间，全国政协委员吕红兵联合上海外国语大学法学院副教授黄绮等人再次提交“关于设立上海金融法院的建议”。
2018年3月28日，中共中央总书记、国家主席、中央军委主席、中央全面深化改革委员会主任习近平主持召开中央全面深化改革委员会第一次会议并讲话，会议审议通过了《关于设立上海金融法院的方案》。
2018年4月27日，第十三届全国人民代表大会常务委员会第二次会议通过《全国人民代表大会常务委员会关于设立上海金融法院的决定》，自2018年4月28日起施行，决定设立上海金融法院。
2018年7月31日，最高人民法院审判委员会第1746次会议通过《最高人民法院关于上海金融法院案件管辖的规定》，2018年8月7日公布，自2018年8月10日起施行。
2018年8月20日，上海金融法院正式揭牌成立，中共上海市委书记李强和全国人大常委会副委员长王东明为上海金融法院成立揭牌。8月21日，上海金融法院开通其中英文官方网站。

## 建筑

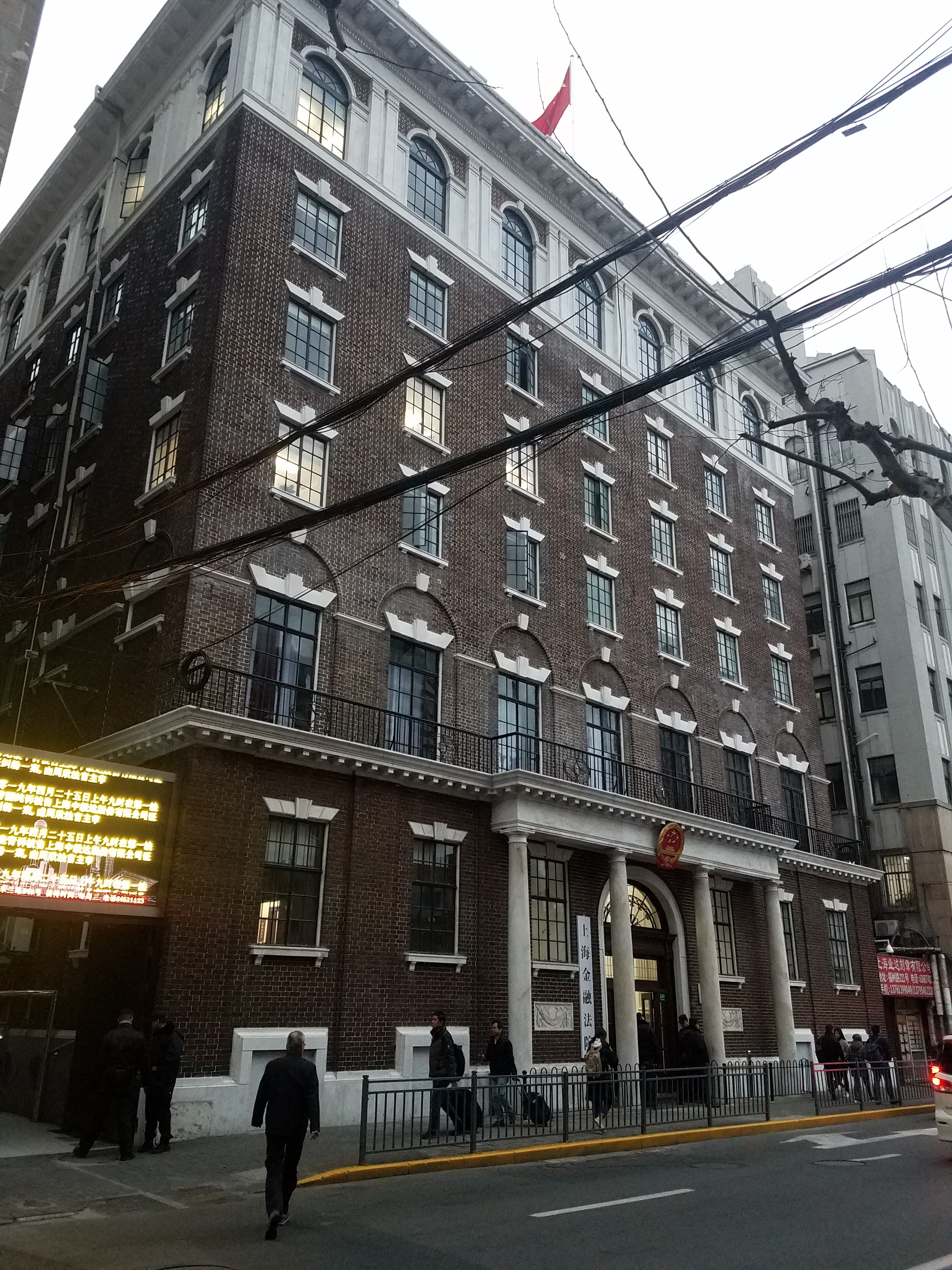
上海金融法院

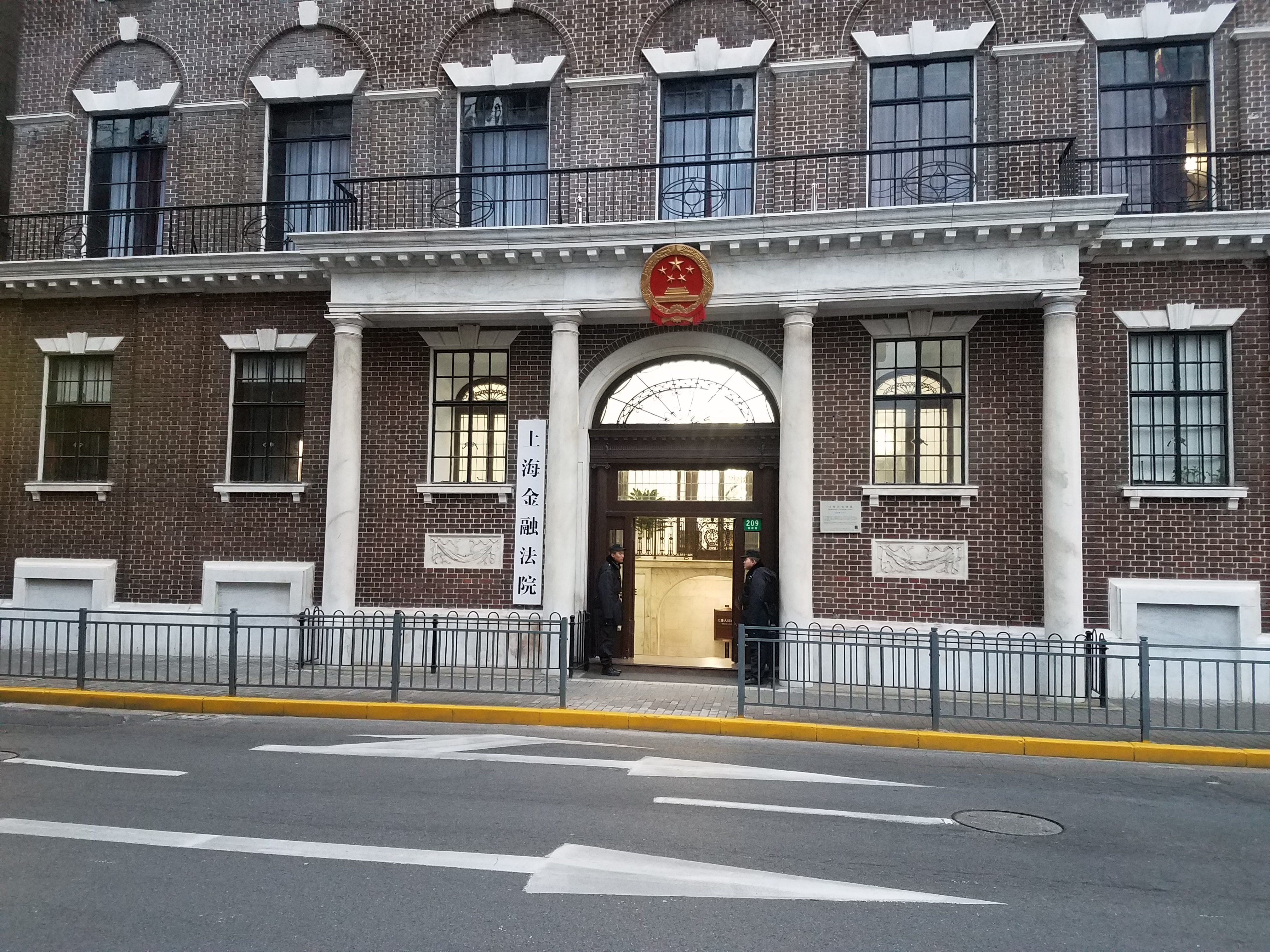
上海金融法院门口

法院位于上海福州路的旧上海花旗总会。 1960年至1991年期间，该建筑物作为上海市高级人民法院和上海市第二中级法院的所在地。

## 管辖
《最高人民法院关于上海金融法院案件管辖的规定》：
第一条 上海金融法院管辖上海市辖区内应由中级人民法院受理的下列第一审金融民商事案件：
- （一）证券、期货交易、信托、保险、票据、信用证、金融借款合同、银行卡、融资租赁合同、委托理财合同、典当等纠纷；
- （二）独立保函、保理、私募基金、非银行支付机构网络支付、网络借贷、互联网股权众筹等新型金融民商事纠纷；
- （三）以金融机构为债务人的破产纠纷；
- （四）金融民商事纠纷的仲裁司法审查案件；
- （五）申请承认和执行外国法院金融民商事纠纷的判决、裁定案件。

第二条 上海金融法院管辖上海市辖区内应由中级人民法院受理的以金融监管机构为被告的第一审涉金融行政案件。
第三条 以住所地在上海市的金融市场基础设施为被告或者第三人与其履行职责相关的第一审金融民商事案件和涉金融行政案件，由上海金融法院管辖。
第四条 当事人对上海市基层人民法院作出的第一审金融民商事案件和涉金融行政案件判决、裁定提起的上诉案件，由上海金融法院审理。
第五条 当事人对上海金融法院作出的第一审判决、裁定提起的上诉案件，由上海市高级人民法院审理。
第六条 上海市各中级人民法院在上海金融法院成立前已经受理但尚未审结的金融民商事案件和涉金融行政案件，由该中级人民法院继续审理。

## 历任领导
| 院长 - 赵红（2018年7月24日—） 副院长 - 林晓镍（2018年7月27日—） - 肖凯（2018年7月27日—） | 党组书记 - 赵红（2018年7月—） |

## 知名案例
2018年10月18日，上海金融法院开庭审理东方证券诉北京弘高中太投资有限公司质押式证券回购纠纷案件，成为该院成立以来受理的第一起案件，也是该院首起开庭审理的案件。